# Trachelopachys bidentatus
Trachelopachys bidentatus är en spindelart som beskrevs av Albert Tullgren 1905. Trachelopachys bidentatus ingår i släktet Trachelopachys och familjen flinkspindlar.
Artens utbredningsområde är Bolivia. Inga underarter finns listade i Catalogue of Life.